# Scotorepens orion
Scotorepens orion је врста слепог миша из породице вечерњака (лат. Vespertilionidae).

## Распрострањење
Аустралија је једино познато природно станиште врсте.

## Станиште
Врста Scotorepens orion има станиште на копну.

## Начин живота
Женка обично окоти по једно младунче. 

## Угроженост
Ова врста није угрожена, и наведена је као последња брига јер има широко распрострањење.

### Популациони тренд
Популациони тренд је за ову врсту непознат.